# Dienstrecht
Dienstrecht bezeichnet in Deutschland die Rechtsmaterie, die die Dienstverhältnisse der Beamten, Soldaten, Richter sowie anderer in einem öffentlich-rechtlichen Amtsverhältnis stehenden Personen (z. B. Bundespräsident, Bundeskanzler, Bundesminister, Parlamentarische Staatssekretäre) regelt.
Das Dienstrecht ist das Sonderrechtsgebiet eines Teils der natürlichen Personen des Öffentlichen Dienstes. Das Dienstrecht gehört zum öffentlichen Recht und ist Teil des Besonderen Verwaltungsrechts.
Beamte stehen zu ihrem Dienstherrn in einem öffentlich-rechtlichen Dienst- und Treueverhältnis, dem Beamtenverhältnis (§ 4 BBG, § 3 Abs. 1 BeamtStG). Soldaten stehen in einem Wehrdienstverhältnis; Staat und Soldaten sind durch gegenseitige Treue miteinander verbunden (§ 1 SG). Richter stehen in einem Richterverhältnis (§ 8 Dritter Abschnitt DRiG). Das spezielle Dienstrecht der Beamten wird Beamtenrecht genannt, das der Soldaten auch Soldatenrecht.

## Rechtsquellen
Die Grundlagen des Dienstrechts finden sich in Art. 33 Grundgesetz (GG). Das Dienstrecht der Bundesbeamten, Soldaten und Bundesrichter liegt gemäß Art. 73 Abs. 1 Nr. 8 GG in der ausschließlichen Gesetzgebungskompetenz des Bundes. Dazu hat der Bund das Bundesbeamtengesetz, das Soldatengesetz und das Deutsche Richtergesetz (DRiG) erlassen.
Das Dienstrecht der Landesbeamten und Richter der Ländergerichte wird von den Ländern geregelt. Hier gibt der Bund gem. Art. 74 Abs. 1 Nr. 27 GG lediglich einen Rahmen vor, insbesondere was Statusrechte und -pflichten angeht (Beamtenstatusgesetz, Deutsches Richtergesetz). Laufbahn-, Besoldungs- und Versorgungsrecht liegen ausschließlich in der Länderkompetenz.

## Regelungsinhalte
Das Dienstrecht trifft Bestimmungen auf folgenden Gebieten:
- Recht der Dienstverhältnisse (Begründung, Beendigung, Rechte und Pflichten)
- Besoldungsrecht
- Laufbahnrecht
- Versorgungsrecht (Ruhebezüge, Dienstunfälle, Hinterbliebenenversorgung)
- Beihilferecht
- Urlaubsrecht (Erholungs-, Sonderurlaub)
- Reisekostenrecht
- Umzugskostenrecht
- Trennungsgeldrecht
- Nebentätigkeitsrecht
- Disziplinarrecht

## Unterschiede zum Arbeitsrecht
Das Dienstrecht ist die Entsprechung zum Arbeitsrecht. Das Dienstverhältnis (insbesondere Begründung, Beendigung, Rechte und Pflichten) ist einseitig hoheitlich durch Gesetz vom Gesetzgeber ausgestaltet, wobei es sich hinsichtlich der Ernennung um einen mitwirkungsbedürftigen Verwaltungsakt handelt. Damit unterscheidet sich das Dienstrecht entscheidend vom Arbeitsrecht, wo von Arbeitgeber und Arbeitnehmer ein Individualarbeitsvertrag bzw. den Tarifvertragsparteien ein kollektiver Arbeitsvertrag (Tarifvertrag, Betriebsvereinbarung) ausgehandelt wird.